# Krudtløbsvej
Krudtløbsvej er en vej, som ligger på Holmen i København og forbinder Kongebrovej med Refshalevej. Vejen løber langs Søminegraven og Minebådsgraven, som tidligere blev brugt i forbindelse med Søværnets minelægning. De to grave er forbundet af en kanal, der stadig løber under vejen.

## Historie
Krudtløbsvej blev først navngivet i 1996, da Holmen blev åbnet for civile. Navnet stammer fra krudtløbet, en rende der gav adgang til de krudthuse, som i 1700-tallet blev opført på Christianshavns Vold. Kanalen, der tidligere blev kaldt Krudtløbet, er i dag kendt som Søminegraven.

## Befæstningen Quintus
På Krudtløbsvej ligger befæstningen Quintus, som blev anlagt som den yderste bastion i voldanlægget omkring Christianshavn. Navnet Quintus betyder "den femte" på latin og henviser til, at den blev anlagt under Christian 5. (1646-1699). Quintus var forbundet med den yde befæstningslinje, hvor den mindre bastion Quinti Lynette afsluttede det ydre forsvarsværk. Quinti Lynette findes stadig ved Refshalevej.

## Charlotte Amalies Bastion
Ud over Quintus ligger også Charlotte Amalies Bastion langs Krudtløbsvej. Bastionen blev opført som en del af Københavns fæstningsanlæg og var opkaldt efter Charlotte Amalie af Hessen-Kassel, der var gift med Christian 5.

## Krudtløbsvej i dag
I den nordlige ende af Krudtløbsvej er der indrettet boliger i de tidligere magasinbygninger. På Krudtløbsvej 8 ligger Restaurant Aure, en Michelin-anbefalet restaurant, der fokuserer på nordisk gastronomi med bæredygtige og sæsonbaserede råvarer.